# Dave – Zuhaus in allen Betten
Dave – Zuhaus in allen Betten (Originaltitel Sinful Davey, Verweistitel The Sinful Adventures of Davey Haggart) ist eine britische Filmkomödie von John Huston aus dem Jahr 1969. Der Film basiert lose auf den Tagebüchern von David „Davey“ Haggart, der im Film von John Hurt verkörpert wird. Die Aufzeichnungen The Life of David Haggart wurden 1821 in Edinburgh erstmals veröffentlicht. In tragenden Rollen sind Pamela Franklin als Daveys Jugendfreundin Annie, Nigel Davenport als verfolgender Polizist, Ronald Fraser als Taschendieb MacNab und Robert Morley als Herzog von Argyll zu sehen. Das Filmplakat warb seinerzeit mit den Worten: „Nieder mit der Tugend! Nieder mit dem Gesetz! Hoch mit Davey!“ für den Film.

## Handlung
Schottland im 19. Jahrhundert: Der junge Davey Haggart ist Anfang der 1820er-Jahre fest entschlossen, in die Fußstapfen seines verstorbenen Vaters zu treten, eines Räubers und Wegelagerers, der im Alter von 21 Jahren wegen eines verhängnisvollen Raubüberfalls auf den Herzog von Argyll gehängt wurde. Aus diesem Grund verlässt er die königliche Armee und schließt sich mit MacNab zusammen, einem schmuddeligen Taschendieb. Ihre gemeinsam durchgeführten Diebstahlsversuche, in deren Verlauf sie auch eine für die medizinische Forschung bestimmte Leiche verschwinden lassen, bringen sie allerdings irgendwann ins Gefängnis. Obwohl Davey die Flucht verwehrt bleibt, gelingt es ihm, in den Frauentrakt zu gelangen. Dort vergnügt er sich mit Jean Carlisle, die zu einer Bande umherziehender Banditen gehört.
Inzwischen ist Annie, ein Mädchen, mit dem Davey seit seiner Kindheit, die beide im Waisenhaus verbracht haben, befreundet ist, nicht untätig geblieben. Es gelingt der jungen Frau, Davey aus dem Gefängnis zu befreien und ihm zur Flucht zu verhelfen, wobei auch MacNab mit fliehen konnte. Zusammen rauben sie eine Postkutsche. Als die Nachricht von Daveys Flucht Constable Richardson erreicht, wendet er sich an Annie und macht ihr klar, dass Davey bei seinen Bemühungen in die Fußstapfen seines Vaters zu treten, riskiert, ebenso wie dieser, am Galgen zu enden. Obwohl Annie, die sehr religiös ist, möchte, dass Davey einen anderen Weg einschlägt, weigert sie sich, mit der Polizei zu kooperieren und setzt alles daran, dass Davey nicht in deren Hände gerät.
Davey hat sich in der Zwischenzeit in den schottischen Highlands bei einem hinterhältigen Gastwirt einquartiert. Dort holt ihn seine Vergangenheit in Form eines wütenden Vaters, dessen Tochter er einst verführt hatte, wieder ein. Bei dem Mann handelt es sich um Sir James Graham. Als vier junge Raufbolde auftauchen, rettet Davey Sir Graham vor diesen, entwendet dem Sir aber gleichzeitig dessen Geld. Da Graham davon nichts mitbekommen hat und dankbar für seine Rettung ist, lädt er Davey in das Haus seines Onkels ein, des Herzogs von Argyll. Davey ist hoch erfreut, dass sich ihm die Gelegenheit bietet, den Mann zu treffen, der seinen Vater an den Galgen gebracht hat. So begibt er sich zusammen mit Sir Graham auf die Reise, verfolgt von MacNab und Jean, denen wiederum Annie und Constable Richardson folgen.
Beim Herzog und dessen Nicht Penelope angekommen, stellt Davey sich unter einem falschen Namen vor. Sein Plan ist es, mit MacNab und Jeans Hilfe die Gäste auszurauben, die die Herzogin zu ihrem bevorstehenden großen Ball eingeladen hat. Alles läuft auch planmäßig, bis die inzwischen ebenfalls eingetroffene Annie eingreift und den Gästen all ihre Juwelen zurückgibt. Annie glaubt nach wie vor daran, dass in Davey ein guter Kern schlummert und will ihn in die richtigen Bahnen lenken. Bedingt dadurch, wird auch Daveys wahre Identität aufgedeckt und Richardson will ihn festnehmen. Der Bandit entzieht sich seinen Verfolgern jedoch, indem er ein Pferd stiehlt und davonreitet. Alsbald wird er in eine Fuchsjagd verwickelt, galoppiert über einen Golfplatz und wird von einem niedrig geschlagenen Ball getroffen und vom Pferd geholt.
Nach seiner Festnahme, der eine Verurteilung folgt, schreibt Davey in seiner Zelle seine Memoiren, während der Herzog, der ihm inzwischen ein Freund geworden ist, den Dudelsack zu seinem Vergnügen spielt. Am Tag seiner Hinrichtung manipulieren Annie und MacNab jedoch den Galgen und schleifen den scheinbar Toten weg. Nachdem Annie und Davey ihrer Freude über den Coup durch einen Tanz Ausdruck verliehen haben, reiten sie gemeinsam über die Hügel davon.

## Produktion

### Produktionsnotizen
Produziert wurde der Film von United Artists in Zusammenarbeit mit Walter Mirisch und James R. Webb. Die Dreharbeiten fanden ab dem 12. Juni 1967 in Irland statt, so auch in den Ardmore Studios. Britische Quellen nannten Tom Pevsner und Brennan als Regieassistenten, US-Quellen dagegen Pevsner und Pat O’Connor. Dem Film stand ein geschätztes Budget von 3.000.000 $ zur Verfügung.
In seinen Memoiren schrieb Walter Mirisch, dass es John Hustons Wunsch gewesen sei, dass seine Tochter Anjelica die Hauptrolle neben John Hurt spielen solle, was man aber aus verschiedenen Gründen habe abwenden können. Anjelica Huston spielte dann eine kleine im Abspann nicht erwähnt Rolle.

### Hintergrund
Obwohl Sinful Davey die Geschichte eines schottischen Schurken ist, zog John Houston es vor, seine Geschichte an irischen Drehorten und in einem irischen Studio zu drehen. Es könnte jedoch an seiner langjährigen Liebe zur irischen Geschichte und den irischen Werten liegen. Huston hatte schottisch-irische Vorfahren und lebte von 1952 bis 1975 in Irland, auch wenn er viele seiner Produktionen in anderen Ländern drehte. In einem Interview äußerte er einmal, dass er eine tiefe Verbindung zur irischen Kultur habe, die eine Gelassenheit und eine Ruhe ausstrahle, die den Geist beruhige. Ein anderes Mal sagte er, er gehe zurück nach Irland, um die Wunden zu lecken, die ihm in der Außenwelt zugefügt würden. Unglücklicherweise gehörte auch sein Film Sinful Davey dazu, der bei den Kritikern überwiegend durchfiel und auch kommerziell kein Erfolg war.

### Vorlage
Hustons Film basiert auf den Memoiren, die Haggart 1821 in Edinburgh veröffentlichte. Haggart hatte zahlreiche Alias-Namen. Als Titelbild des Buches wurde eine Zeichnung von Haggart gewählt, der auf einer Bank in seiner Todeszelle sitzt. Eines seiner Beine ist mit einem langen Seil festgebunden. In einem Regal in seiner Nähe befinden sich Schreiber und Tinte. Er scheint ziemlich zufrieden zu sein und ähnelt John Hurt, der ihn im Film spielt, tatsächlich. Der echte Haggart wurde am 18. Juli 1821 wegen Mordes an Thomas Morrin hingerichtet. Im Vorwort seines Buches drückte Haggart Reue für die von ihm begangenen Verbrechen aus und zeigte sich zerknirscht. David Sterritt äußerte bei TCM, er vermute, dass Sinful Davey weniger von Haggarts Memoiren inspiriert worden sei, als von dem phänomenalen Erfolg von Tony Richardsons oscarprämierter Filmkomödie Tom Jones – Zwischen Bett und Galgen nach Henry Fieldings Roman aus dem 18. Jahrhundert, die sechs Jahre zuvor entstanden sei. Vincent Canby, Kritiker bei der New York Times spekulierte darüber bei seiner Rezension des Films, dass United Artists sich nur aus dem Grund bereit erklärt hätte, den Film zu finanzieren, da man dort der Meinung gewesen sei, dass die Vorlage vom Autor des Tom-Jones-Films stamme.

### Musik
Die israelische Sängerin Esther Ofarim sang das Titelthema zu Sinful Davey, die Musik und den Soundtrack komponierte Ken Thorne, der Text stammt von Don Black.

### Veröffentlichung
Premiere hatte der Film am 7. Mai 1969 in Baltimore in den USA, erstveröffentlicht wurde er in ausgewählten Kinos bereits im Januar 1969. Im Vereinigten Königreich war er bereits im Februar 1969 veröffentlicht worden. 1969 lief er zudem in folgenden Ländern an: Schweden, Frankreich, Dänemark, Irland, Portugal und Kolumbien, in Polen 1973. Veröffentlicht wurde er zudem in Australien, Brasilien, Kanada, in der Tschechischen Republik, in Griechenland, Ungarn, Italien, Rumänien und Spanien. In der Bundesrepublik Deutschland war er ab dem 25. Juli 1969 unter dem Titel Dave – Zuhaus in allen Betten im Kino zu sehen.

## Rezeption

### Kritik
Das Lexikon des internationalen Films zeigte sich nicht gerade begeistert und schrieb: „Eine schwankhafte Gaunerballade, relativ matt und ohne zündenden Humor inszeniert.“
Im Evangelischen Filmbeobachter war zu lesen: „Englischer Humor, arg in die Länge gezogen, aber schön, fast zu schön in Farbe fotografiert. Bemerkenswert ist das muntere Spiel von John Hurt als charmanter Gauner.“
David Sterritt schrieb bei TCM, der Film habe eine erfreuliche Besetzung, die von Hurt energisch angeführt werde, der scheinbar Spaß habe, obwohl die Geschichte soweit hergeholt sei, dass selbst sein feines Talent wie Hurt sie nicht glaubwürdig machen könne. Die erfahrenen britischen Schauspieler täten, was sie könnten, um den Film zum Laufen zu bringen und auch Huston tue sein Möglichstes. Unterstützt werde er von zwei begabten Kameramännern und viel irischer Kulisse. Letztendlich sei das Drehbuch von James R. Webb jedoch zu uneinheitlich und episodenhaft, um in Schwung zu kommen, und die schiere Dummheit der Geschichte hole es schließlich ein, sodass der Film eher krampfhaft als amüsant daherkomme.
Vincent Canby von der New York Times ordnete Hustons Film seiner müden Periode zu und meinte, es könne sein, dass auch der Regisseur dieser Meinung sei, da er selbst geäußert habe, dass er zwischen 1968 und 1973 eine Reihe von Filmen gedreht habe, die entweder völlig versagt oder nur mäßig erfolgreich gewesen seien. Sinful Davey gehöre zu den Filmen Hustons ohne erkennbaren Stil, der nur dafür bekannt sei, dass er die künstlerischen und physischen Ressourcen, die er habe, verschwende. Der Film habe die Form eines pikaresken Abenteuers, das ursprünglich den Führungskräften von United Artists habe gefallen sollen.
Dennis Schwartz von Ozus’ World Movie Reviews meinte, John Huston leite den Film, als sei er bei dem Projekt eingeschlafen und als halte er diesen Film für nicht wichtig genug. Es handele sich um eine blasse Imitation von Tom Jones, spiele an verschiedenen Orten und es wäre möglich, dass der Film hin und wieder zum Kichern animiere, aber meistens sei er langweilig. Die Kamera liefere hübsche Bilder und die augenzwinkernde Haltung und der Humor könnten andere vielleicht mehr erfreuen als ihn.
Paul Mavis von DVD talk war sich durchaus bewusst, dass dies kein großer Film Huston ist. Für sich selbst zog er aber das Fazit, es sei ihm egal, dass Sinful Davey Tom Jones unterlegen sei und es sei ihm auch egal, dass dies kein wichtiger unter Hustons Filmen sei. Er könne Sinful Davey nur wärmstens empfehlen.
John McCarty, ein Biograf des Regisseurs, sprach von einer schwarzen Komödie über Kriminalität und Verbrecher, die auf Hustons Schach dem Teufel (1953) zurückgreife und einen Vorabblick auf Die Ehre der Prizzis (1985) werfe. McCarty meinte weiter, wahrscheinlich habe Hustons Humor zu viel Subtilität, um von den Kritikern und vom Publikum entdeckt zu werden.

### Erfolg
Huston akzeptierte es nur bedingt, als Sinful Davey im Kino floppte. Als er den Film dem Produzenten Walter Mirisch übergeben habe, sei das eine zwanglose, vergnügliche Komödie gewesen, äußerte er, als er den Film dann wiedergesehen habe, sei er entsetzt gewesen. Mirich habe seinen kreativen Impulsen nachgegeben, die Geschichte in einer Rückblende erzählt und eine schreckliche Erzählung hinzugefügt. Das habe ihn wütend gemacht und sei ziemlich unseriös gewesen. Mirisch hingegen erzählte, dass er die Filmhandlung erst verändert habe, nachdem die Leute aus dem Film gelaufen seien, weil er zu verwirrend auf sie gewirkt habe. Was auch immer der Grund gewesen sei, meinte David Sterritt, Sinful Davey sei ein Fiasko an der Kinokasse gewesen und ein Film, den niemand habe haben wollen. Allerdings sei dies auch ein interessantes Dokument aus Hustons müder Periode, das zeige, was passieren könne, wenn ein großartiger Regisseur und ein großes Studio auf ein Projekt stoßen, das wahrscheinlich von Anfang an dem Untergang geweiht war. Die beiden Männer, die 1956 Herman Melvilles Geschichte Moby Dick erfolgreich verfilmt hatten, arbeiteten nie wieder zusammen.